# Bellecour
Bellecour – stacja metra w Lyonie, na linii A i D.
Stacja na linii A została otwarta 2 maja 1978, a na linii D 9 września 1991.